# Liteira

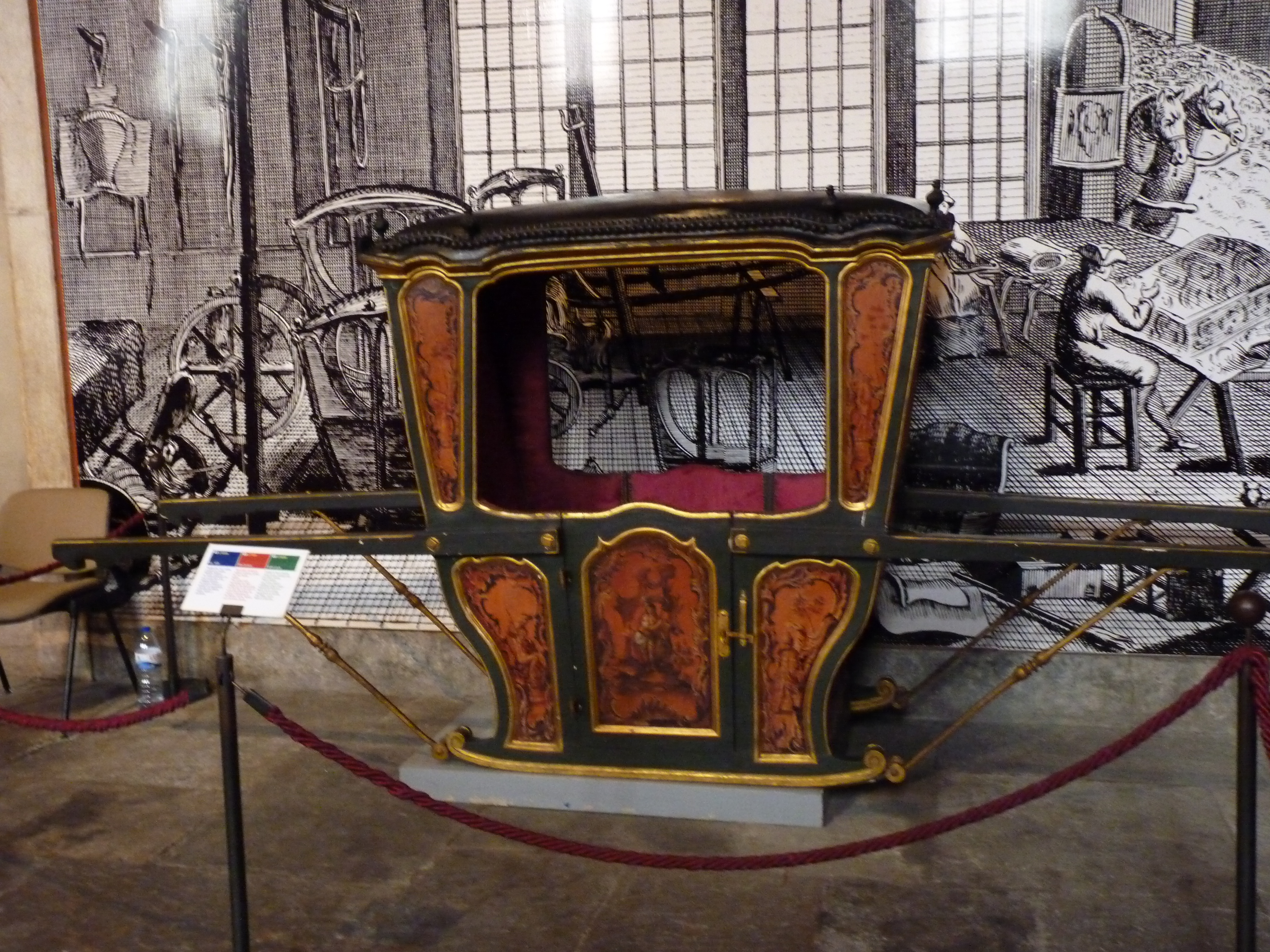
Liteira portuguesa, exposta no Museu Nacional dos Coches

Uma liteira é uma cadeira portátil, aberta ou fechada, suportada por duas varas laterais.[carece de fontes?] As liteiras usadas no Oriente são geralmente designadas como palanquins, termo que por vezes também se aplica aos respetivos carregadores humanos.
É transportada por dois liteireiros ou dois animais, um à frente e outro atrás. As liteiras eram muito utilizadas como meio de transporte de personalidades abastadas na Roma Antiga; funcionavam como hoje em dia trabalham os táxis. Normalmente eram escravos e não animais que a suportavam para minorar a confusão das vias de comunicação da metrópole romana na Antiguidade. O uso de palanquins por parte de pessoas importantes persistiu no Oriente até ao século XX.[carece de fontes?]
Um liteireiro é o condutor de liteiras. Na Roma Antiga os liteireiros eram escravos que transportavam nas liteiras dos seus amos, ou as pessoas que os solicitassem e pagassem o preço pré-estipulado. Os liteireiros podem ser substituídos por animais no transporte das liteiras.[carece de fontes?]